# Marco Villa
Marco Villa (Abbiategrasso, 8 febbraio 1969) è un dirigente sportivo, ex pistard e ciclista su strada italiano, due volte campione del mondo nell'Americana in coppia con Silvio Martinello e tre volte vincitore della Sei giorni di Milano.
È l'attuale commissario tecnico della nazionale di ciclismo su strada dell'Italia

## Carriera
Da juniores diventò campione italiano nell'individuale a punti nel 1988, ma in seguito si contraddistinse come buon inseguitore, con tre titoli italiani consecutivi fra il 1989 e il 1991 nella specialità a squadre. Nel 1989 ha vinto pure il bronzo mondiale della specialità a squadre mentre nell'individuale a punti ha conquistato l'oro nel 1991 ai Giochi del Mediterraneo.
Divenuto professionista nel 1994, non ha avuto molto successo in strada dove ha conquistato solo una vittoria. I suoi maggiori successi arrivano dalla pista, con i titoli mondiali dell'americana nel 1995 e nel 1996, nonché della medaglia di bronzo olimpica del 2000.
Dedicatosi alle Sei giorni, nel 2000 ha trionfato nel prestigioso evento di Berlino; è stato a lungo tra i migliori nella specialità, facendo per lungo tempo coppia con Silvio Martinello e, in seguito, anche con Paolo Bettini.

## Palmarès

### Pista
- 1989 (Dilettanti)

Campionati italiani, Inseguimento a squadre
- 1990 (Dilettanti)

Campionati italiani, Inseguimento a squadre
- 1991 (Dilettanti)

Campionati italiani, Inseguimento a squadre
- 1995

Campionati del mondo, Americana (con Silvio Martinello)
Sei giorni di Grenoble (con Silvio Martinello)
Campionati italiani, Americana (con Silvio Martinello)
- 1996

Campionati del mondo, Americana (con Silvio Martinello)
Sei giorni di Bassano del Grappa (con Silvio Martinello)
Sei giorni di Brema (con Silvio Martinello)
Sei giorni di Milano (con Silvio Martinello)
Sei giorni di Bordeaux (con Silvio Martinello)
- 1997

Sei giorni di Milano (con Silvio Martinello)
Sei giorni di Medellín (con Silvio Martinello)
Sei giorni di Bordeaux (con Silvio Martinello)
Sei giorni di Zurigo (con Silvio Martinello)
Campionati italiani, Americana (con Adriano Baffi)
- 1998

Sei giorni di Berlino (con Silvio Martinello)
Sei giorni di Copenaghen (con Silvio Martinello)
Sei giorni di Bassano del Grappa (con Adriano Baffi)
Sei giorni di Gand (con Silvio Martinello)
- 1999

Sei giorni di Milano (con Silvio Martinello)
- 2000

Sei giorni di Berlino (con Silvio Martinello)
- 2001

Sei giorni di Stoccarda (con Silvio Martinello)
Sei giorni delle Rose (con Ivan Quaranta)
Sei giorni di Torino (con Ivan Quaranta)
- 2002

Sei giorni delle Rose (con Ivan Quaranta)
Sei giorni di Grenoble (con Adriano Baffi)
Sei giorni di Amsterdam (con Silvio Martinello)
Campionati italiani, Americanaì
- 2003

Seis horas de Euskadi
Campionati italiani, Americana (con Samuele Marzoli)
- 2004

Seis horas de Euskadi (con Franco Marvulli)
Sei giorni di Torino (con Ivan Quaranta)
- 2005

Sei giorni di Torino (con Sebastián Donadio)
- 2006

Tre giorni di Pordenone (con Fabio Masotti)
Sei giorni delle Rose (con Franco Marvulli)

### Strada
- 1994

8ª tappa Coca Cola Trophy

#### Altri successi
- 1996

Classifica a punti Bicicletta Basca
- 2001

Circuito di Calcinate
- 2006

Dahme Trophy (Criterium)

## Piazzamenti

### Grandi giri
- Giro d'Italia

1995: 118º
2001: 133º

### Classiche monumento
- Milano-Sanremo

1997: 138º

### Competizioni mondiali
- Campionati del mondo su pista

Bordeaux 2006 - Americana: 13º
Palma di Maiorca 2007 - Americana: 12º

## Riconoscimenti
- Premio alla carriera dell'Associazione Nazionale Ex Corridori Ciclisti nel 2010
- Premio Gino Bartali nel 2020[2] e 2021[3]